# 303 km (rejon pałkiński)
303 km (ros. 303 км) – przystanek kolejowy w pobliżu miejscowości Rożkopolje, w rejonie pałkińskim, w obwodzie pskowskim, w Rosji. Położony jest na linii dawnej Kolei Warszawsko-Petersburskiej.